# آرتور دیهون لیتل
آرتور دیهون لیتل (انگلیسی: Arthur Dehon Little; ۱۵ دسامبر ۱۸۶۳ – ۱ اوت ۱۹۳۵) مخترع، کارآفرین، شیمی‌دان و مشاور اهل ایالات متحده آمریکا بود، که شرکت آرتور دی. لیتل را در سال ۱۸۸۶ به‌عنوان نخستین ارائه دهنده خدمات مشاور مدیریت جهان تأسیس کرد. وی دانش‌آموخته مهندسی شیمی از مؤسسه فناوری ماساچوست بود. لیتل همچنین به‌عنوان مخترع استات شناخته می‌شود.